# Maison à l'angle des rues de la Cuirasserie et des Huileries (Châteaudun)
La maison est situé dans la ville de Châteaudun, chef-lieu d'arrondissement d'Eure-et-Loir, en région Centre-Val de Loire.

## Description
Cet édifice du XVIe siècle fait l’objet d’un classement au titre des monuments historiques depuis le 24 août 1925.

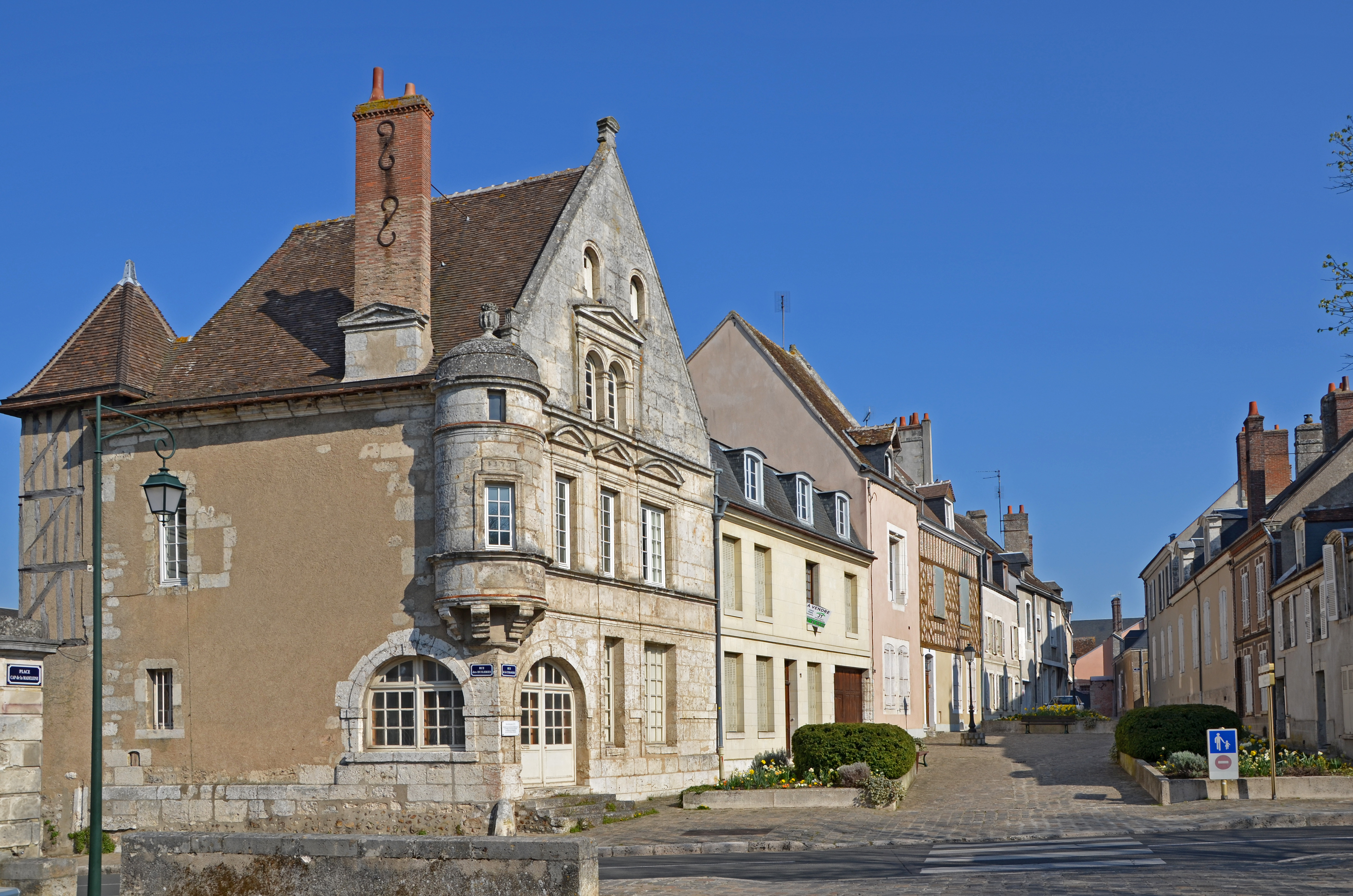
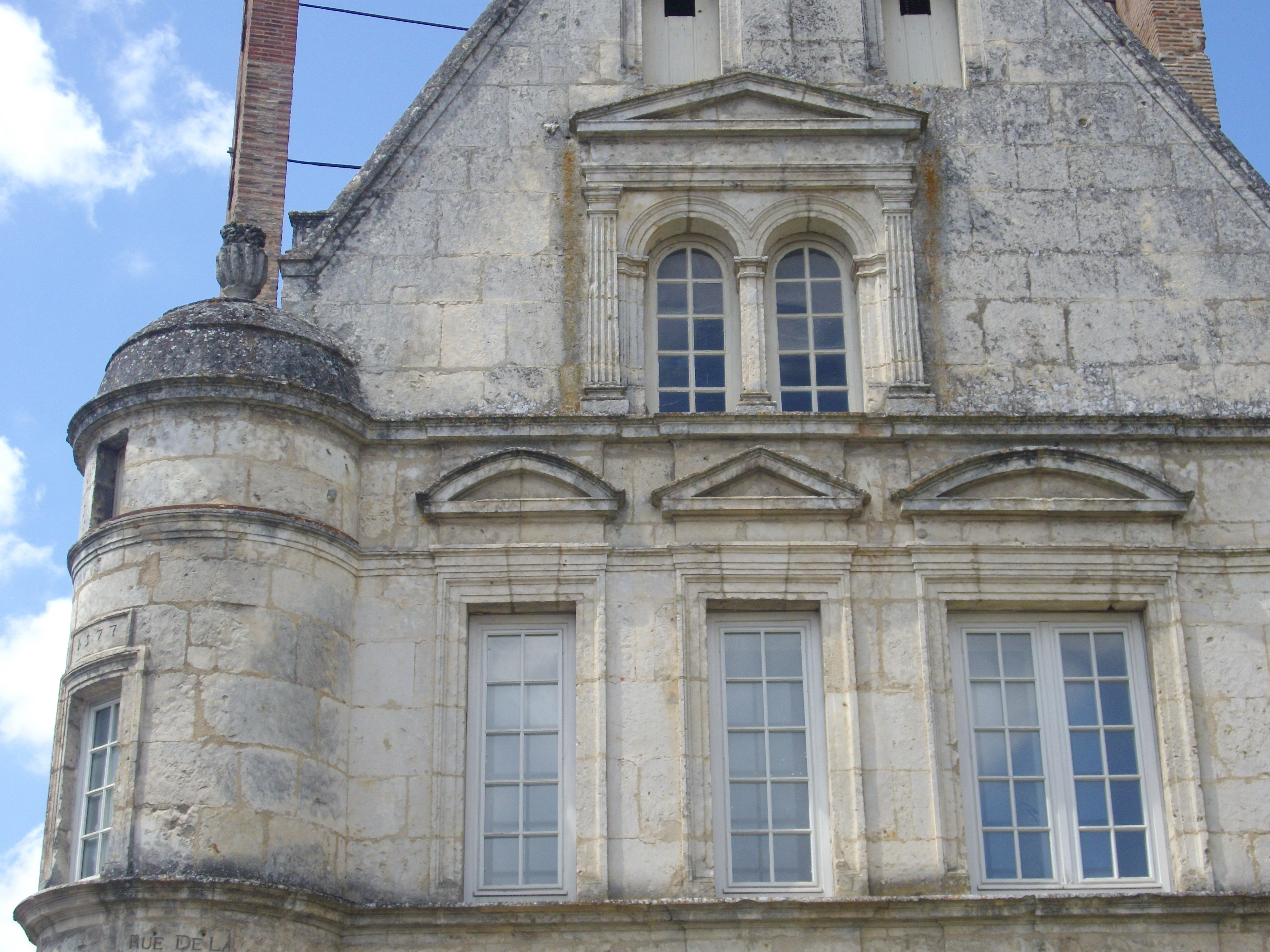
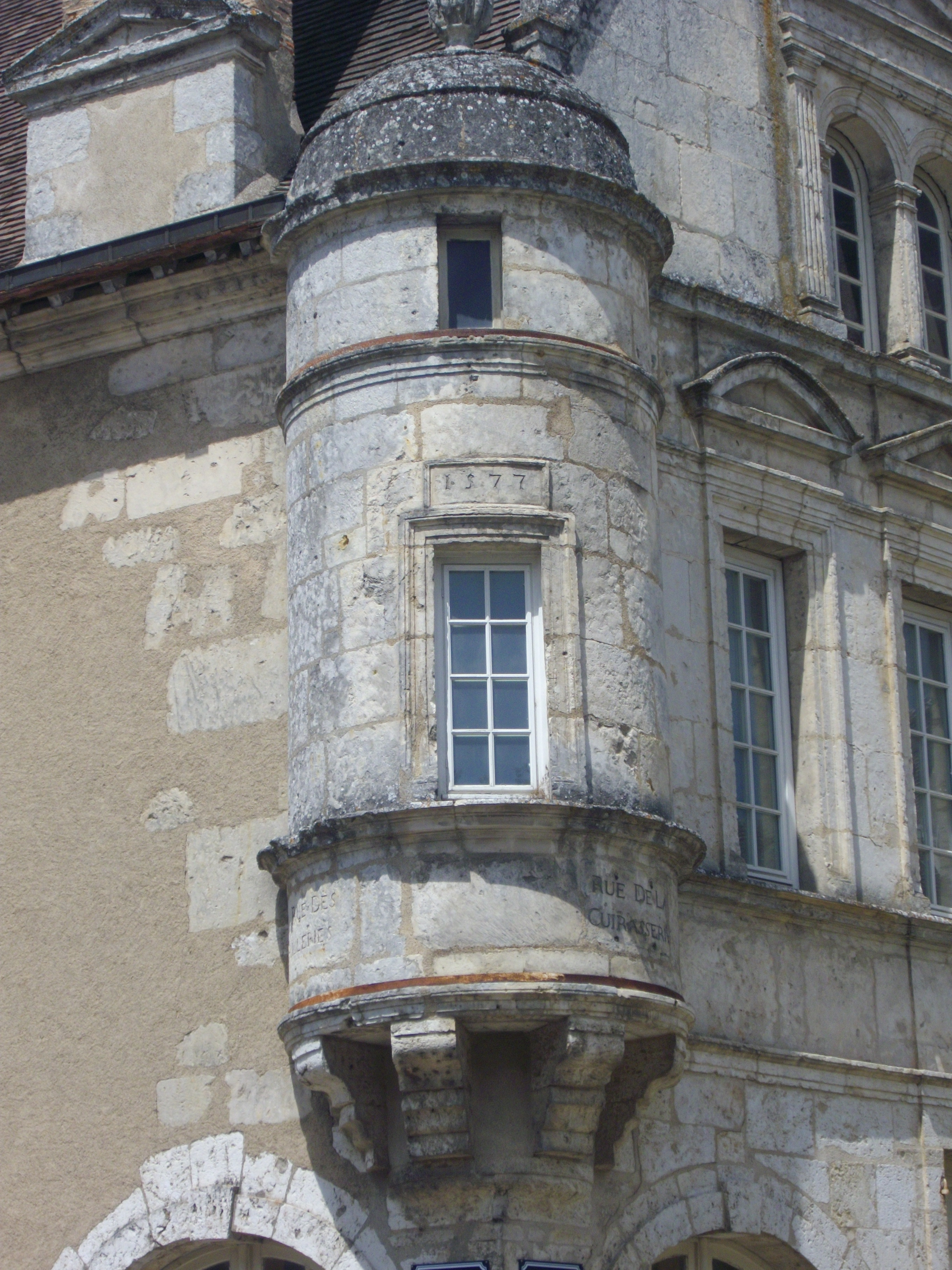
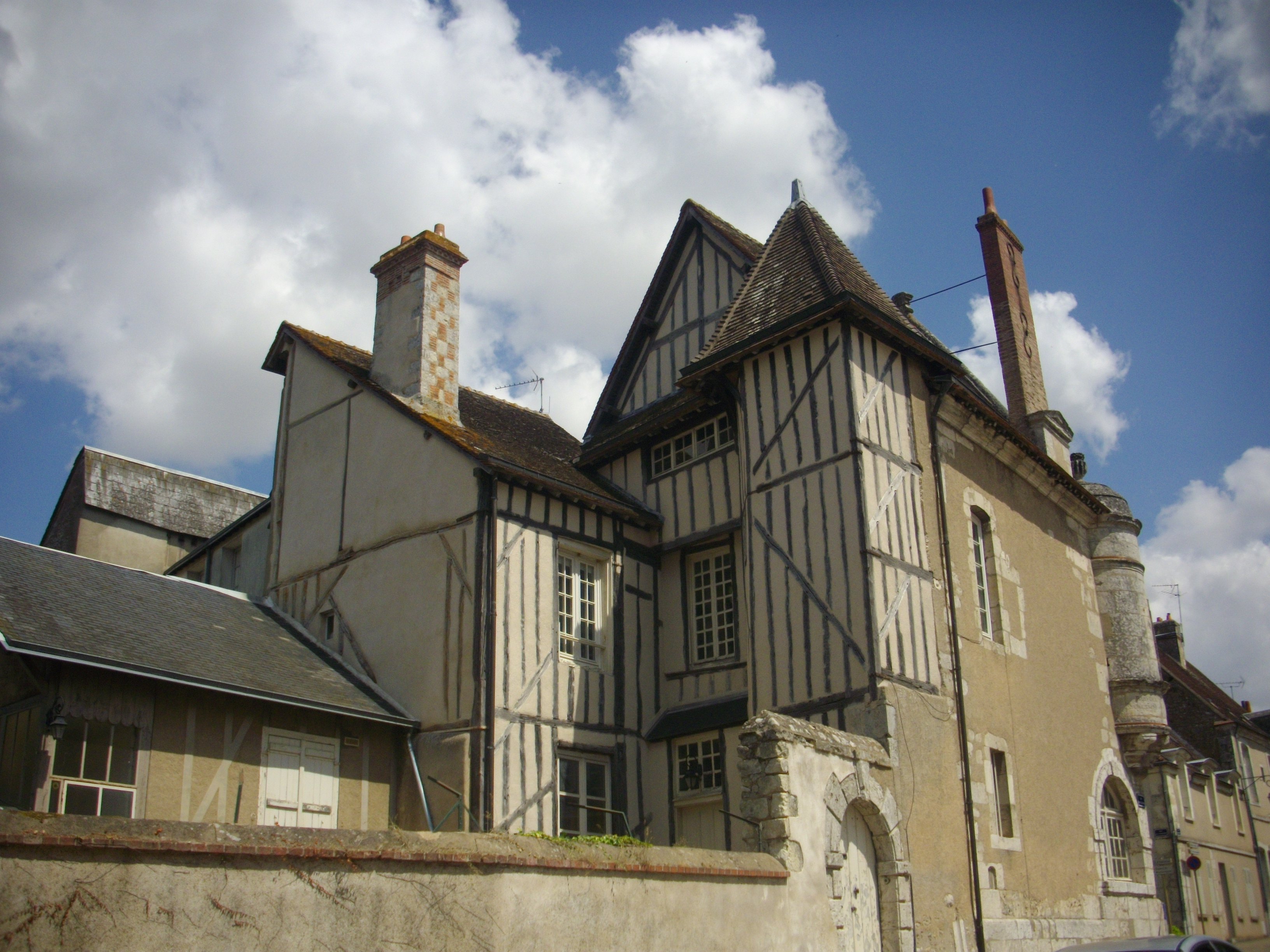